# Farfugium japonicum
Espèce
Synonymes
- Arnica tussilaginea Burm.f.[1]
- Farfugium giganteum Dammann[1]
- Farfugium japonicum f. japonicum[1]
- Farfugium kaempferi (Siebold & Zucc.) Benth.[1]
- Farfugium luchuense (Masam.) Kitam.[1]
- Farfugium tussilagineum (Burm.f.) Kitam.[1]
- Ligularia kaempferi Siebold & Zucc.[1]
- Ligularia nokozanensis Yamam.[1]
- Ligularia tussilaginea (Burm. f.) Makino[2]
- Ligularia tussilaginea (Burm.f.) Makino[1]
- Senecio japonicus Less.[1]
- Senecio kaempferi (Siebold & Zucc.) DC.[1]
- Senecio tussilagineus (Burm.f.) Kuntze[1]
- Tussilago japonica L.[2] [1]

Farfugium japonicum est une espèce de plantes de la famille des Astéracées.

## Liste des variétés
Selon NCBI (21 janvier 2023) :
- Farfugium japonicum var. formosanum (Hayata) Kitam.
- Farfugium japonicum var. japonicum

Selon The Plant List (21 janvier 2023) :
- Farfugium japonicum var. giganteum Kitam.
- Farfugium japonicum var. luchuense (Masam.) Kitam.

Selon Tropicos (21 janvier 2023) (Attention liste brute contenant possiblement des synonymes) :
- Farfugium japonicum var. formosanum (Hayata) Kitam.
- Farfugium japonicum var. nokozanense (Yamam.) Kitam.